# Lego Hidden Side
Hidden Side war eine Produktreihe von Lego. Sie spielte in der fiktiven Stadt „Newbury“ und verknüpfte Spielsets des Herstellers mit einer gleichnamigen App (für iOS und Android), mit der nach dem Prinzip der „Augmented Reality“ Geister gejagt, gefangen und gesammelt wurden. Die Serie kam 2019 auf den Markt und stellte nach der ebenfalls bereits eingestellten Reihe Dimensions oder Nexo Knights einen weiteren Versuch Legos dar, digitale und reale Spielwelten zu verknüpfen.

## Geschichte und Hintergrund
Anders als zu Serien wie Ninjago gab es zu Hidden Side lange Zeit lang noch kein abgeschlossenes Universum und auch keine abgeschlossene Hintergrundstory. Werbematerial zufolge, mit dem die ersten Sets beworben wurden, wurde die Stadt Newbury Anfang des 19. Jahrhunderts von einer gewissen Lady E. beherrscht, die die Bürger der Stadt zusammen mit acht Gehilfen unterjochte. Ein Vorfahre der Hauptfigur Parker konnte die Herrschaft der Lady E. brechen. Seitdem wird Newbury von Geistern heimgesucht, die sowohl von den Bürgern als auch von Gebäuden und Objekten Besitz ergreifen. Ziel bzw. Hauptinhalt der Serie ist es, die Herrschaft der Geister zu beenden bzw. Bürger und Objekte in Newbury von den Geistern zu befreien.
Erst mit dem Magazin kam eine genauere Handlung ins Spiel: Die Hauptfigur ist Jack Davids, welcher anfangs noch mit seinen Eltern und seinem Hund Spencer in einer Großstadt lebt. Als seine Mutter aber Direktorin der Newbury Middle School wird, zieht sie mit Jack in jenes Dorf, worüber Jack sich anfangs beschwert. Als er dann aber von einem YouTube-Kanal Videos aus Newbury zugespielt bekommt, in denen Tische in der Luft schweben und von Geistern erzählt wird, fängt er sich doch an, für die Küstenstadt zu interessieren.
In der Schule begegnet er dann Parker, wobei sich auch herausstellt, dass sie Jack die YouTube-Videos hat zukommen lassen. Sie weiht ihn in ein Geisterjäger Team ein und lädt ihm die Hidden Side App auf das Smartphone, damit er künftig mit ihnen gemeinsam Geister jagen und gleichzeitig über seinen YouTube Kanal die Geister an die Öffentlichkeit bringen kann.

## Ort der Spielhandlung
Die Stadt Newbury ist in vielerlei Hinsicht einer nordamerikanischen Küstenstadt nachempfunden. So gibt es ein Garnelenrestaurant und einen Garnelenkutter sowie einen Leuchtturm. Allerdings taucht im Set Garnelenkutter auch ein Alligator auf, was eher für die Südstaaten spricht. Trotz der kleinstädtischen Anmutung scheint es in Newbury auch eine U-Bahn zu geben bzw. gegeben zu haben. Weiterhin gibt es in Newbury ein Gefängnis, eine Schule, ein Schloss sowie einen Friedhof. Alle Gebäude enthalten Spiel- und Funktionselemente sowie (teilweise mehrere) Mechanismen, die aus einem „normalen“ Gebäude ein „besessenes“ Gebäude machen. So kann beispielsweise die Front der Schule in die Fratze eines Monsters verwandelt werden.
Zudem enthalten die Gebäude farbige Markierungen (zum Teil verdeckt bzw. beweglich), die für die Nutzung der App eine Rolle spielen.

## Figuren

### Die Helden und Heldinnen

#### Jack Davids
Jack Davids ist zu Beginn seiner „Geisterjäger-Karriere“ 13 Jahre alt. Er wird als „cooler YouTuber“ vorgestellt, der erst kürzlich nach Newbury gezogen ist, die Stadt erstmal als langweilig empfand, doch nach dem Erfahren über das Geistervorkommen in Newbury, sich für die Stadt interessiert. Des Weiteren wird Jack als mutig beschrieben und er verfügt über Ideenreichtum. Dafür lässt er sich leicht ablenken, insbesondere von seinem Hund Spencer. In der Regel trägt er einen Hoodie und eine Basecap; der ersten Ausgabe des Magazins lag eine Variante mit Selfie-Stick bei. Von Jack gibt es mittlerweile unterschiedliche Variationen, die sich zum Teil in der Farbe der Figur, zum Teil auch nur in der Position der Mütze unterscheiden.

#### Spencer
Spencer war zu Lebzeiten Jacks Hund, dessen Lieblingsspiel es war, Autos zu jagen. Als er jedoch „ein Auto zu viel jagte“ kam es zu einem Unfall, bei dem er starb. Er wird als mutig beschrieben, genauso wie Jack. Seine Schwäche ist, dass er seinem Herrchen manchmal nicht gehorcht. Er begleitet Jack weiterhin als Geist und hilft den Geisterjägern. Außerdem mag er Schinkenspeck.

#### Parker L. Jackson
Parker ist Jacks Klassenkameradin und ebenfalls 13 Jahre alt; sie wird als zynisch, zielstrebig und Außenseiterin in der Schule beschrieben. Sie wird des Weiteren als schlau und immer fokussiert beschrieben, ihre Schwäche liegt darin, Fehler nicht zugeben zu können. Sie war es, die Jack für das Geisterjäger-Team rekrutiert hat.

#### J.B.
J.B. ist 22 Jahre alt und ist die wissenschaftliche Autorität von Newbury, die entdeckt hat, wie die Geister mithilfe der App bekämpft und gefangen werden können. Ihre Schwächen sind, dass sie nicht selbstbewusst ist und manchmal etwas unbeholfen agiert. Sie handelt meist von ihrem Forschungslabor aus. Außerdem trinkt sie „viel zu viel Kaffee“.

### Nebenfiguren

#### Vaughn G. Jackson
Vaughn ist Parkers Ur-Ur-Ur-Urgroßvater und derjenige, der Anno 1888 sein Leben opferte, um Lady E. aufzuhalten und in die Hidden Side zu verbannen. 132 Jahre später stößt er als Geist zu seiner Nachfahrin und deren Freunden und unterstützt diese fortan. Er fährt einen modifizierten Rennwagen, und seine bevorzugte Waffe ist seine Armbrust.

#### Douglas Elton/El Fuego
Douglas Elton ist/war Hausmeister der Newbury High School, wollte aber eigentlich Stuntman werden. Er hilft den Geisterjägern in der Identität des Pseudosuperhelden El Fuego. Nachdem er sich opferte, um Lady Es Rückkehr in „unsere Welt“ zu verhindern, bewohnt sein Geist ein Plastikskelett aus dem Biologie-Fachraum der Schule, wodurch ihm „kein Stunt mehr zu gefährlich ist“, da sich sein Skelettkörper durch Magie immer wieder von selbst zusammensetzt, wenn er zerstört wird.

#### Rose Davids
Rose Davids ist Jacks Mutter und die Direktorin der Newbury High School, was auch überhaupt erst der Grund für ihren und Jacks Umzug nach Newbury ist. Die Tatsachen, dass Jacks Mutter die Direktorin ist, und er sich als „YouTuber“ betätigt, führen dazu, dass er von seinen neuen Mitschülern gemobbt wird.

#### Seargeant Danton
Sergeant Danton ist der Sheriff von Newbury, der eine Abneigung gegen Jugendliche hat. Er glaubt nicht an die Existenz von Geistern und hält JB deswegen für eine „Spinnerin“.

### Die Geister
Bei den dem Set beiliegenden Figuren handelt es sich um „normale“ Bürger der Stadt. Sie treten oft in sehr großer Zahl auf, sind unberechenbar und dafür nicht besonders schlau und stark, wenn sie alleine auftreten. Die Minifiguren können mittels einem zweiten Kopf und anderen Ergänzungssteinen zu „besessenen“ Bürgern und Bürgerinnen umgestaltet werden. Mit den Sets 70437 (Geheimnisvolle Burg, J.B.s U-Boot, Übernatürlicher Rennwagen und Hidden Side Portal) werden – mit Nehmaar Reem, einem roten und zwei gelben Geistern und Vaughn – Geister auch als individuelle Minifiguren dargestellt. In der Hidden Side Welt gibt es je nach Betrachtungsweise unterschiedliche Geister. In der Hidden Side App zum Beispiel treten Geister auf, die im Magazin nicht auftreten und umgekehrt. Deshalb ist eine Unterteilung notwendig.

#### Im Magazin

##### Lady E.
Lady Evelina alias Lady E. ist die Hauptschurkin der Themenwelt. Sie sieht aus wie ein ca. 6-jähriges Mädchen, ist aber uralt und nutzt dunkle Magie um so jung auszusehen. Im Jahr 1888 versuchte sie, die Herrschaft über Newbury an sich zu reißen, wurde aber von Vaughn und anderen Helden aufgehalten und auf die Hidden Side verbannt. Sie will die Seelenartefakte von Geistern nutzen, um zurück in die Welt der lebenden zu gelangen und ihren Plan zu vollenden.

##### Jebediah
Jebediah stellt im Magazin den ersten Bossgeist dar, denn die Helden besiegen müssen. Über ihn bekannt ist, dass er schon seit sehr langer Zeit ein Geist ist und dadurch wohl einiges an Übung im Spuken erreicht hat. Er ist laut Magazin „extrem mächtig“ und „sehr schnell“, seine einzigen Schwächen sind, dass er sehr leicht reizbar ist und keine Ahnung von Smartphones und der damit verknüpften Hidden Side App hat. Sein Aussehen beschränkt sich auf einen getragenen Anzug mit Fliege und einem in der Hand gehaltenen Tablett, auf dem sein Kopf platziert ist.

##### Die Besessenen
Ohne die App sind die Besessenen nicht von normalen Menschen zu unterscheiden. Ohne die App wirken sie wie ganz normale Menschen, doch mit der App wird sichtbar, dass die Geister von dem Menschen Besitz ergriffen haben und ihn nun kontrollieren. Durch die Geisterjägerapp können die Menschen aber wieder von den Geistern befreut werden und die Menschen werden sich daran an nichts erinnern, was sie mit dem Geist in sich erlebt haben.

#### In der App
Es folgt eine Auflistung der Geister in der App.
| Name des Geists                | Seltenheit* | Fähigkeit         | Art*    | Ursprungsort*                   |
| ------------------------------ | ----------- | ----------------- | ------- | ------------------------------- |
| Nörgelnder Nathan              | 1           | Tempobonus*       | Zornig  | J.B.‘s Geisterlabor             |
| Wilder Vincent                 | 1           | Springen*         | Wild    | J.B.‘s Geisterlabor             |
| Geri Atriker                   | 1           | Verfolgungsgloom* | Traurig | J.B.‘s Geisterlabor             |
| Sophie von und zu Stellung     | 1           | Tempobonus        | Zornig  | El Fuegos Stunt-Truck           |
| Alice                          | 1           | Tempobonusplatte* | Wild    | Geister Expresszug              |
| Ted „Weizenstärke“ Bixby       | 1           | Heilen*           | Traurig | Geister Expresszug              |
| Klaus Klatscher                | 1           | Geschützturm*     | Zornig  | Gekenterter Garnelenkutter      |
| Ms. Sandri                     | 1           | Springen          | Wild    | Newbury’s spukende Schule       |
| Andi Lasky                     | 1           | Verfolgungsgloom  | Traurig | Angriff auf die Garnelenhütte   |
| Armer Thaddäus                 | 1           | Flug*             | Zornig  | Geheimnisvoller Friedhof        |
| Mr. Miller                     | 1           | Zufallsbeamer*    | Wild    | Newbury’s spukende Schule       |
| Maiken Magnolia                | 1           | Wechselköder*     | Traurig | El Fuegos Stunt-Truck           |
| James                          | 1           | Flug              | Wild    | Angriff auf die Garnelenhütte   |
| Patrizia Pong                  | 1           | Gloomwand*        | Traurig | Spezialbus Geisterschreck 3000  |
| Susi Malakoff                  | 1           | Heilplatte        | Traurig | Geheimnisvoller Friedhof        |
| Sebo Bauernfeind               | 1           | Wechselköder      | Wild    | Jack‘s Strandbuggy              |
| Luis Pereira                   | 1           | Geistergang*      | Wild    | Geister Jahrmarkt               |
| Luftmarschall Brooks           | 1           | Geschützturm      | Zornig  | El Fuegos Stunt-Flugzeug        |
| Xiao Wen                       | 1           | Gloomschirm       | Traurig | Newbury U-Bahn Station          |
| Diana                          | 1           | Sprungplatte      | Wild    | Newbury’s spukende Schule       |
| Vito Andale                    | 1           | Geistergang       | Zornig  | Jacks Strandbuggy               |
| Alte Elinor                    | 1           | Teleportal        | Traurig | Übernatürlicher Rennwagen       |
| Rufus                          | 1           | Flug              | Wild    | Geheimnisvolle Burg             |
| Holzfäller Leroy               | 1           | Springen          | Zornig  | Hidden Side Portal              |
| Annie Bonnie                   | 1           | Verfolgungsgloom  | Traurig | Übernatürlicher Rennwagen       |
| Ben „Baseballschläger“ Jackson | 2           | Verfolgungsgloom  | Zornig  | El Fuegos Stunt-Truck           |
| Sir Simeon der Seltsame        | 2           | Zufallsbeamer     | Zornig  | Geheimnisvoller Friedhof        |
| Tim                            | 2           | Tempobonus        | Wild    | El Fuegos Stunt-Truck           |
| Mr. Weiß                       | 2           | Springen          | Traurig | Newbury’s spukende Schule       |
| Moritz Marschmann              | 2           | Gloomschirm*      | Zornig  | Spezialbus Geisterschreck 3000  |
| Phil Müller                    | 2           | Verfolgungsgloom  | Wild    | Geheimnisvoller Friedhof        |
| Großvater Sam                  | 2           | Zufallsbeamer     | Traurig | Newbury’s spukende Schule       |
| Jenny                          | 2           | Heilplatte*       | Zornig  | Angriff auf die Garnelenhütte   |
| Garfield Gonzalez              | 2           | Vorwärtsbeamer*   | Wild    | Gekenterter Garnelenkutter      |
| Großmutter Lilly               | 2           | Vorwärtsbeamer    | Traurig | Spezialbus Geisterschreck 3000  |
| Daniel                         | 2           | Heilplatte        | Wild    | Geister Expresszug              |
| Peter Tromm                    | 2           | Wechselköder*     | Traurig | Geister Expresszug              |
| Don Janko                      | 2           | Springen          | Wild    | Hidden Side Portal              |
| T.E. Penning                   | 2           | Gloomwand         | Traurig | El Fuegos Stunt Flugzeug        |
| Archibald der Erste            | 2           | Heilen            | Wild    | Der Leuchtturm der Dunkelheit   |
| Alter Kumpel                   | 2           | Geschützturm      | Traurig | Newbury U-Bahn Station          |
| Nanna Brom                     | 2           | Teleportal        | Wild    | J.B.‘s Geisterlabor             |
| Everett                        | 2           | Verfolgungsgloom  | Wild    | Newbury’s verlassenes Gefängnis |
| Verrückter Fenton              | 2           | Vorwärtsbeamer    | Zornig  | Phantom Feuerwehrauto 3000      |
| Mr. Tuckler                    | 2           | Tempobonusplatte  | Traurig | Geister Expresszug              |
| Summer                         | 2           | Zufallsbeamer     | Wild    | Hidden Side Portal              |
| Krankenschwester Karoline      | 2           | Heilplatte        | Traurig | J.B.‘s U-Boot                   |
| Doktor Julius                  | 2           | Heilplatte        | Zornig  | Newbury’s verlassenes Gefängnis |
| Jimothy                        | 2           | Geistergang       | Zornig  | Newbury’s verlassenes Gefängnis |
| Barry der Bomber               | 2           | Geistergang       | Traurig | El Fuego‘s Stunt Flugzeug       |
| Uga                            | 3           | Heilen            | Zornig  | J.B‘s Geisterlabor              |
| Kock Fabian                    | 3           | Heilen            | Wütend  | Angriff auf die Garnelenhütte   |
| David                          | 3           | Unsichtbarkeit*   | Wild    | Newbury’s spukende Schule       |
| Trudi Sonnenschein             | 3           | Tempobonusplatte  | Traurig | Gekenterter Garnelenkutter      |
| Bobby „Oberboss“ Bonanza       | 3           | Unsichtbarkeit    | Zornig  | Geister Expresszug              |
| Jan Rosenknospe                | 3           | Unsichtbarkeit    | Wild    | Spezialbus Geisterschreck 3000  |
| Morten Gräbner                 | 3           | Teleportal*       | Traurig | Geheimnisvoller Friedhof        |
| Joe Rotten                     | 3           | Vorwärtsbeamer    | Zornig  | Spezialbus Geisterschreck 3000  |
| Olli                           | 3           | Tempobonus        | Wild    | Angriff auf die Garnelenhütte   |
| Luigi Gelato                   | 3           | Tempobonusplatte  | Traurig | El Fuegos Stunt-Truck           |
| Alex Dupont                    | 3           | Sprungplatte      | Traurig | Gekenterter Garnelenkutter      |
| Professor Iken                 | 3           | Sprungplatte      | Wild    | J.B.‘s Geisterlabor             |
| Layla Mahina                   | 3           | Zufallsbeamer     | Traurig | Gekenterter Garnelenkutter      |
| Ivan Monroe                    | 3           | Tempobonus        | Wild    | El Fuegos Stunt-Flugzeug        |
| Gürkchen                       | 3           | Flug              | Zornig  | Geister Jahrmarkt               |
| Roy                            | 3           | Geistergang       | Traurig | Hidden Side Portal              |
| Brandmeister Schlauch          | 3           | Wechselköder      | Zornig  | Phantom Feuerwehrauto 3000      |
| Don Hernando                   | 3           | Wechselköder      | Zornig  | Geheimnisvolle Burg             |
| Matt mit dem Propellerhut      | 3           | Unsichtbarkeit    | Wild    | Übernatürlicher Rennwagen       |
| Richter Hirsch                 | 3           | Gloomwand         | Traurig | Newbury’s verlassenes Gefängnis |
| Percy                          | 3           | Unsichtbarkeit    | Wild    | Geister Jahrmarkt               |
| Alter Leon                     | 3           | Gloomwand         | Zornig  | Der Leuchtturm der Dunkelheit   |
| Kürbis-Bob                     | 3           | Wechselköder      | Zornig  | Geheimnisvoller Friedhof        |
| Johann Schnee                  | 3           | Geschützturm      | Traurig | Spezialbus Geisterschreck 3000  |
| Friedbert Fleischer            | 4           | Heilplatte        | Zornig  | Angriff auf die Garnelenhütte   |
| Madame Pomodri                 | 4           | Flug              | Zornig  | Newbury U-Bahn Station          |
| Käpt‘n Krumm                   | 4           | Tempobonusplatte  | Zornig  | Geheimnisvoller Friedhof        |
| Siggi Starkstrom               | 4           | Gloomschirm       | Traurig | El Fuegos Stunt-Truck           |
| Monsieur Forte                 | 4           | Gloomschirm       | Zornig  | Geister Jahrmarkt               |
| Alter Niek                     | 4           | Geschützturm      | Wild    | J.B.‘s U-Boot                   |
| Flavio                         | 4           | Teleportal        | Traurig | J.B.‘s U-Boot                   |
| Magnus Magnusson               | 4           | Geistergang       | Traurig | Gekenterter Garnelenkutter      |
| Cassius „Schwarzauge“ Gibihm   | 4           | Vorwärtsbeamer    | Zornig  | J.B.‘s U-Boot                   |
| Chester der Narr               | 4           | Heilen            | Wild    | Geheimnisvolle Burg             |
| Mamali                         | 4           | Wurzeldach*       | Traurig | Geheimnisvoller Friedhof        |
| Speier                         | 4           | Rückruf*          | Traurig | Spezialbus Geisterschreck 3000  |
| Mr. Nibs                       | 4           | Schattenbären*    | Traurig | Newbury’s spukende Schule       |
| Rob Lock                       | 4           | Rattenkönig*      | Wild    | Newbury U-Bahn Station          |
| Tragico                        | 4           | Clownauto*        | Zornig  | Geister Jahrmarkt               |
| Kreatoru                       | 4           | Blasenvorhang*    | Wild    | J.B‘s U-Boot                    |
| Maxine Turbo                   | 4           | Dragster*         | Zornig  | Übernatürlicher Rennwagen       |
| The Bawa                       | 4           | Schattenflug      | Wild    | Geister Expresszug              |
| Dr. Drewell                    | 4           | Gloom-Tränke      | Zornig  | J.B.‘s Geisterlabor             |
| Kapitän Archibald              | 4           | Monster Tentakel  | Zornig  | Gekenterter Garnelenkutter      |
| Anomalo                        | 4           | Erbrechen         | Wild    | Angriff auf die Garnelenhütte   |
| Brandon Flame                  | 4           | Brandstifter*     | Zornig  | Phantom Feuerwehrauto 3000      |
| Der Schlund                    | 4           | Gloom-Snack       | Traurig | Geheimnisvolle Burg             |
| Daisy                          | 4           | Tempobonusplatte  | Wild    | Newbury U-Bahn Station          |

| - Seltenheit: Die Seltenheit (dargestellt durch einen bis vier Sterne) stellt in der App die Häufigkeit und Besonderheit des Geists dar. Vier Sterne kennzeichnen dabei einen Boss. - Art: Es gibt in der App drei Arten von Geistern, Zornig (rot), Wild (Gelb) und Traurig (Blau). Dies hängt mit der Art das Spiel zu spielen zusammen und wird in einem späteren Absatz näher erklärt. - Ursprungsort: Dies stellt dar, in welchem Set der Lego Hidden Side Reihe die Geister bevorzugt spuken, oder zumindest ihren Ursprung haben. Oft waren sie beim Kauf des Sets und dem anschließenden Spielen der App sofort erhältlich. - Tempobonus: Wird diese Fähigkeit aktiviert, gewährt sie Geistern in der Nähe einen Tempobonus. - Springen: Beim Aktivieren erhebt sich der Geist mittels eines Sprungs in die Luft. - Verfolgungsgloom: Bei der Aktivierung wird ein Gloomschuss abgefeuert, der sich das Nächstliegende Ziel von selber sucht. - Tempobonusplatte: Beim Aktivieren wird unterhalb des Geistes eine Platte aktiviert, welche jedem Geist bei Berührung einen kurzzeitigen Tempobonus verleiht. - Heilen: Beim Aktivieren werden alle Geister in der Nähe geheilt. - Geschützturm: Bei der Aktivierung wird ein Spektralgeschützturm eingesetzt, der auf das nächstgelegene Ziel feuert. - Flug: Beim Aktivieren erhält man die Fähigkeit, zu fliegen. - Zufallsbeamer: Bei der Aktivierung beamt man sich an einen zufälligen Ort in der Nähe. - Wechselköder: Beim Aktivieren wird eine Attrappe herbei gerufen, die zur Farbe des Jägers passt. - Gloomwand: Beim Aktivieren wird eine Wand aus dichtem Gloom eingesetzt, die Schüsse von Jägern abblockt. - Gloomschirm: Bei der Aktivierung wird eine Wolke aus dichtem Gloom eingesetzt, die Schüsse von Jägern abblockt. - Heilplatte: Bei der Aktivierung wird eine Platte eingesetzt, welche jeden Geist der sie berührt heilt. - Vorwärtsbeamer: Beim Aktivieren beamt es den Geist eine große Distanz vorwärts. - Unsichtbarkeit: Bei der Aktivierung wird der Geist für kurze Zeit unsichtbar und vom Jäger versteckt. - Teleportal: Beim Aktivieren teleportiert sich der Geist zu einem Portal, das zu seiner Farbe passt. - Sprungplatte: Bei der Aktivierung wird eine Platte aktiviert, die jeden Geist, der sie berührt, einen Luftsprung vollführen lässt. - Geistergang: Beim Aktivieren werden mehrere Attrappen des Geistes in einer Rauchwolke herbeigerufen. - Wurzeldach: Bei der Aktivierung wächst über dem Kopf des Geistes ein Dach aus Zweigen, welches die Schüss des Jägers abblockt. - Rückruf: Beim erstmaligen Tippen wird ein Teil des Geist auf dem Boden zurückgelassen, beim zweiten Tippen teleportiert der Geist zu seinen zuvor abgelegten Teilen. - Schattenbären: Beim Aktivieren wird ein Schattenbär auf das nächstgelegene Ziel geworfen, welcher das Ziel dann permanent beschießt. - Rattenkönig: Bei der Aktivierung werden Ratten gerufen, um Attrappen zu bilden. - Clownauto: Beim Aktivieren werden nach und nach bewegliche Attrappen abgeworfen. - Blasenvorhang: Beim Aktivieren werden Blasen zum Set gerufen, um die Jägerschüsse zu unterbrechen. - Dragster: Bei der Aktivierung wird dem Geist ein kurzer, aber extremer Temposchub verliehen. - Brandstifter: Bei der Aktivierung wird das Jägerhandy zum Glühen gebracht, was bewirkt, dass der Jäger für kurze Zeit nicht schießen kann. - Gloomsnack: Beim Aktivieren wird Gloom aus der Luft absorbiert. |

## Sets

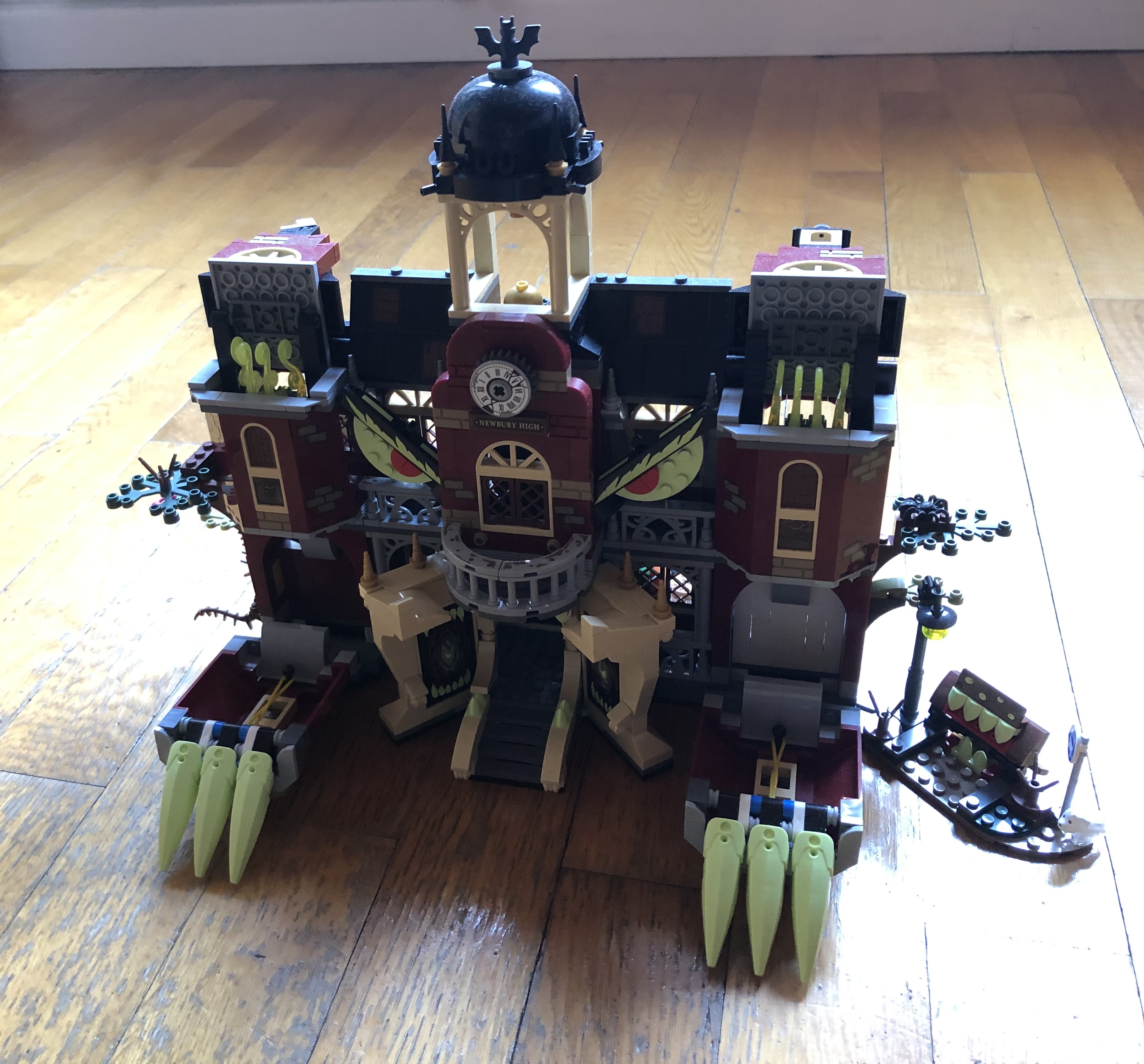
Das größte Modell der Lego Hidden Side Reihe: Newbury’s spukende Schule(verwandelter Zustand)

Erschienen sind bislang (Stand: Dezember 2020) 26 reguläre sowie zwei Promotion-Sets. Es folgt eine kurze Auflistung der bisher regulär erschienen Sets. Die Altersempfehlung ist dabei ausschließlich bezogen auf die Komplexität des jeweiligen Modells.
| Name                            | Erscheinungsjahr | Teileanzahl | Freigegeben ab ... Jahren |
| ------------------------------- | ---------------- | ----------- | ------------------------- |
| J.B.‘s Geisterlabor             | 2019             | 173         | 7+                        |
| Gekenterter Garnelenkutter      | 2019             | 310         | 7+                        |
| Geheimnisvoller Friedhof        | 2019             | 335         | 7+                        |
| El Fuegos Stunt-Truck           | 2019             | 428         | 8+                        |
| Angriff auf die Garnelenhütte   | 2019             | 578         | 8+                        |
| Spezialbus Geisterschreck 3000  | 2019             | 689         | 8+                        |
| Geister Expresszug              | 2019             | 697         | 8+                        |
| Newbury‘s spukende Schule       | 2019             | 1474        | 9+                        |
| Hidden Side Portal              | 2020             | 189         | 7+                        |
| Jacks Strandbuggy               | 2020             | 170         | 7+                        |
| El Fuegos Stunt-Flugzeug        | 2020             | 295         | 7+                        |
| Newbury U-Bahn-Station          | 2020             | 348         | 8+                        |
| Der Leuchtturm der Dunkelheit   | 2020             | 540         | 8+                        |
| Geister-Jahrmarkt               | 2020             | 466         | 8+                        |
| J.B.‘s U-Boot                   | 2020             | 224         | 7+                        |
| Übernatürlicher Rennwagen       | 2020             | 244         | 7+                        |
| Newbury‘s verlassenes Gefängnis | 2020             | 400         | 7+                        |
| Phantom Feuerwehrauto 3000      | 2020             | 760         | 9+                        |
| Geheimnisvolle Burg             | 2020             | 1035        | 9+                        |

## Magazin
Wie auch zu den Themenwelten Ninjago, Batman, Nexo Knights, Lego Elves und anderen erscheinen sowohl in Deutschland als auch in anderen Ländern Begleitmagazine, die über das Pressegrosso vertrieben werden. Das Magazin erschien zweimonatlich und wurde vom Stuttgarter Verlag Blue Ocean herausgegeben bzw. vertrieben. Als Beigabe war jedem Heft eine Figur beigelegt, dabei konnte es sich sowohl um Figuren handeln, die in regulären Sets erhältlich waren (wie etwa Jack, dann aber mit anderer Kleidung), oder aber um Figuren, die es bislang (in diesem Design) nicht gab.

## App
Mit dem Verkaufsstart bzw. wenige Tage zuvor war die mobile App für Hidden Side für die Betriebssysteme iOS und Android verfügbar. Die App hat mittlerweile mehrere Updates erfahren, die die Spielmöglichkeiten erhöht haben. Ursprünglich konnte die App nur in Kombination mit einem gekauften Set gespielt werden, mittlerweile ist das Spiel auch ohne Sets möglich. Die Nutzer können zwischen dem Spiel als Geist oder als Geisterjäger wählen. Als Geist spukt man gemeinsam mit anderen Spielern, einem Ego-Shooter nicht unähnlich, durch Newbury. Als Geisterjäger hat man die Aufgabe, möglichst viele Geister zu fangen. Dazu scannt man ein aufgebautes Set, das auf dem Bildschirm via AR um weitere Elemente ergänzt wird. Je nach Set erscheinen verschiedene Geister – inkl. eines set-abhängigen Boss-Geistes –, die dann gefangen werden können. Gefangene Geister werden gesammelt und können inklusive ihrer Kurzbiografien in der App betrachtet werden. Es gibt gewisse Ähnlichkeiten mit Pokémon; das Spielprinzip ist (bislang) jedoch noch nicht so ausgereift. Auch stößt die verhältnismäßig detaillierte Darstellung der Geisterwelten zum Teil an die Grenzen der Geräte; auf kleinen Bildschirmen wird das Spiel unübersichtlich.
Ende 2022 wurden die Nutzenden in der App darüber informiert, dass diese zum Jahresbeginn 2023 eingestellt wird. Die Mehrspielerserver würden abgestellt und somit kein Start eines neuen Spiels möglich sein.

### Geistertypen
In der App gibt es 3 verschiedene Typen von Geistern: zornig(rot), traurig(blau) und wild(gelb), was auch die unterschiedlichen Farben der Geister auf Setkartons, Postern usw. erklärt. Diese Farben spielen eine wichtige Rolle für das Spiel: Um Geister zu fangen dreht man im Geisterjäger-modus nämlich an einem Farbrad, und scannt die Farbe, nach der man momentan suchen möchte. Beim Scannen von beispielsweise der blauen Farbe, kann man nur die blauen Geister entdecken, der Rest der Geister bleibt nach wie vor unsichtbar für den Jäger.

## Vermarktung

### Zielgruppe
Lego gibt für die Spielsets ein Alter zwischen 7 und 9 Jahren an, abhängig von der Komplexität der Modelle. Dem inhaltlichen Setting nach – coole Schüler, die als YouTuber arbeiten, Geister mit teils gruseligen Gesichtern und Biografien – wendet sich die Serie eher an 10- bis 12-Jährige. Dafür sprechen auch weitere Referenzen an die Gegenwartskultur.

### Serie auf YouTube
Auch zu Hidden Side gibt es eine animierte Serie, die jedoch weder mit dem Erfolg noch mit der Qualität von Serien wie z. B. Ninjago oder Nexo Knights mithalten kann, und die jeweils in einem der erhältlichen Sets spielt. Weitere offizielle Medienprodukte gibt es bislang nicht; Fans erstellen jedoch ähnlich anderen Brick-Films Stopp-Motion-Clips rund um Hidden Side.

### Kritik
Die Reaktionen bei der Vorstellung der Serie fielen unterschiedlich aus. Während einerseits der Versuch Legos anerkannt wurde, digitale Spiele mit dem traditionellen Spiel mit Steinen zu verknüpfen, wurde sie – aus dem gleichen Grund, aber wegen der Monotonie der App – von anderen wiederum kritisiert. Kritisiert wurde auch das Verpackungsdesign, welches 1. nicht sofort auf das im Karton enthaltene LEGO Bauset schließen ließ und 2. Kindern, welche die Zielgruppe der Sets darstellte, vermittelte, sie sollten möglichst viel Zeit am Handy verbringen.

### Erfolg
Auch wenn der Anteil von Lego Hidden Side am Gesamtumsatz in der Bilanz nicht ausgewiesen wird, äußerte sich CEO Neils B. Christiansen in der Pressemitteilung zum Jahresergebnis zufrieden über die Markteinführung der neuen Serie. Dennoch gab LEGO Mitte des Jahres 2020 bekannt, dass Hidden Side zum Ende des Jahres aufgelöst werden sollte. Gründe dazu sind bis jetzt unbekannt.

## Sonstiges
Lego ist in den Jahren vor der Veröffentlichung der Hidden-Side-Sets wegen des steigenden Anteils von Waffen in den Sets in einer neuseeländischen Studie in die Kritik geraten. In Hidden Side gibt es bislang hingegen kaum Waffen bzw. waffenähnliche Gegenstände. Die Konflikte mit den Geistern werden mit mobilen Endgeräten ausgetragen; die „Bewaffnung“ der Hauptfiguren korreliert somit mit der App-Nutzer und App-Nutzerinnen.
Anders als bei anderen Serien hat sich (bislang) noch keine große Fan-Community um Hidden Side gebildet. Im Netz gibt es vereinzelte Ansätze dazu, die Zahl der AFOLs, die sich Hidden Side zuwenden, scheint noch recht klein zu sein.